# Bruneis damlandslag i fotboll
Bruneis damlandslag i fotboll representerar Brunei i fotboll på damsidan. Dess förbund är Football Association of Brunei Darussalam (FABD). Laget har ännu inte spelat någon officiell landskamp.